# Ibn al-Qutiyya
Abu Bakr Ibn Umar Ibn Al-Qutiyya (Sevilla, ¿? - Córdoba, 8 de noviembre de 977) fue un importante cronista andalusí. Escribió el Ta'rīj iftitāh al-Andalus (Historia de la Conquista de al-Ándalus).

## Biografía
Era miembro de una importante familia sevillana descendiente directa de Witiza, rey visigodo, a través de su tatarabuela Sara, nieta del rey e hija de Alamundo, que había casado primera vez con uno de los conquistadores musulmanes de al-Ándalus, 'Isa ibn Muzahim.
Los Banu Hayyach, también sevillanos, eran parientes cercanos de Ibn al-Qutiyya, pues pertenecían al mismo linaje andalusí de ascendencia real visigoda.

## Obra
En su Historia de la conquista de al-Ándalus, con mucha información histórico-anecdótica, se refleja de forma importante el orgullo por su abolengo real visigodo. Por tanto, su idea de la conquista musulmana de Hispania (al-Ándalus) difiere de forma importante de otros cronistas, como los al-Razi. Defiende la importancia que, tras la conquista de 711 y años siguientes, tuvieron los pactos establecidos entre los conquistadores y sus ancestros, u otros miembros de la aristocracia civil y eclesiástica visigoda. Por estos acuerdos se aseguraron, tanto para ellos como para sus descendientes, el disfrute de sus extensas posesiones agrarias que poseían antes de 711.
Por sus orígenes, y también a diferencia de al-Razi, da poca importancia a las campañas militares de conquista por parte del nuevo poder musulmán. En cambio, insiste bastante en las relaciones que se establecieron entre la nueva población musulmana que llegó a al-Ándalus y los indígenas hispano-visigodos. Asimismo niega que en al-Ándalus el Estado omeya se reservara el quinto (jums). Para Francisco Guillén Robles, el quinto lo sacaron los dueños, quedando el tercio para el Estado omeya.
En ciertos episodios, como el de los hijos de Witiza (sus antepasados), no duda en tergiversar ciertos detalles sobre la intervención de estos en los días inmediatos a la batalla de Guadalete, por lo cual, ya en el siglo X, podemos imaginar que el autor concebía su Historia como obra polémica. Su obra fue ampliamente difundida y citada por varios autores, especialmente en el segundo volumen de Al-Muqtabis del cronista árabe Ibn-Hayyān.
Su visión de la conquista musulmana es la de los descendientes de los nativos peninsulares, que insisten en el valor de los pactos establecidos. Es muy distinta a la de los cronistas palatinos omeyas, que, por el contrario, dan mucha importancia a los hechos de armas para así poder justificar el dominio de todo al-Ándalus por parte del Estado omeya cordobés.
Además dejó un Libro de los verbos y continuó, como otros autores, las notas históricas del Ajbâr machmû‘a. Destaca su obra poética.